# Коломбо Нуово (Бреша)
Коломбо Нуово је насеље у Италији у округу Бреша, региону Ломбардија.
Према процени из 2011. у насељу је живело 39 становника. Насеље се налази на надморској висини од 108 м.